# لاگبریکلند
لاگبریکلند (به انگلیسی: Loughbrickland) یک روستا در بریتانیا است. لاگبریکلند ۶۸۱ نفر جمعیت دارد.